# Bảo tàng Mikołaj Rej ở Nagłowice
Bảo tàng Mikołaj Rej ở Nagłowice (tiếng Ba Lan: Muzeum Mikołaja Reja w Nagłowicach) là một bảo tàng tiểu sử tọa lạc tại số 7 Phố Kacper Walewski, làng Nagłowice, xã Nagłowice, huyện Jędrzejowski, tỉnh Świętokrzyskie, Ba Lan. Bảo tàng triển lãm về cuộc đời và sự nghiệp của Mikołaj Rej - một nhà thơ kiêm nhà văn sống vào thời Phục hưng.

## Lược sử hình thành
Bảo tàng Mikołaj Rej ở Nagłowice được thành lập vào năm 1969, nhân kỷ niệm 400 năm ngày mất của nhà văn. Ban đầu, Bảo tàng hoạt động dưới hình thức Phòng Tưởng niệm. Trụ sở của Bảo tàng là Trang viên Walewski, được xây dựng từ năm 1798 đến năm 1800 và có nét kiến trúc cổ điển, bao quanh Trang viên là một công viên được thiết kế theo kiểu Anh. Năm 1988, Trang viên được cải tạo để thích hợp với nhu cầu của Bảo tàng.

## Triển lãm
Bộ sưu tập của Bảo tàng Mikołaj Rej ở Nagłowice hiện bao gồm các hiện vật và kỷ vật có liên quan đến cuộc đời và sự nghiệp của Mikołaj Rej. Bảo tàng đặc biệt nhấn mạnh giới thiệu mối quan hệ giữa nhà văn với Nagłowice.

## Giờ mở cửa
Bảo tàng Mikołaj Rej ở Nagłowice hoạt động quanh năm, mở cửa từ thứ Hai đến thứ Bảy, và mở cửa cả vào Chủ nhật và các ngày lễ trong các tháng mùa hè. Khách tham quan phải trả phí vào cửa.